# Zack Piontek
Zack Piontek, (* 27. ledna 1991 v Pretorii, Jihoafrická republika) je jihoafrický zápasník–judista.

## Sportovní kariéra
S judem začínal v 5 letech v rodné Pretorii. Na mezinárodní scéně se pravidelně objevuje od roku 2013 ve střední váze. V roce 2016 se přímo kvalifikoval na olympijské hry v Riu, kde vypadl v prvním kole s domácím reprezentantem Tiagem Camilem.

### Vítězství
- 2013 - 1x světový pohár (Port Louis)
- 2015 - 1x světový pohár (Port Louis)

## Výsledky
| Turnaj             | 2013         | 2014         | 2015         | 2016         |
| Turnaj             | 22           | 23           | 24           | 25           |
| Turnaj             | střední váha | střední váha | střední váha | střední váha |
| ------------------ | ------------ | ------------ | ------------ | ------------ |
| Olympijské hry     |              |              |              | úč.          |
| Mistrovství světa  | —            | —            | úč.          |              |
| Africké hry        |              |              | 3.           |              |
| Mistrovství Afriky | 5.           | 7.           | 2.           | 2.           |